# Brama Twardowskiego (skała)

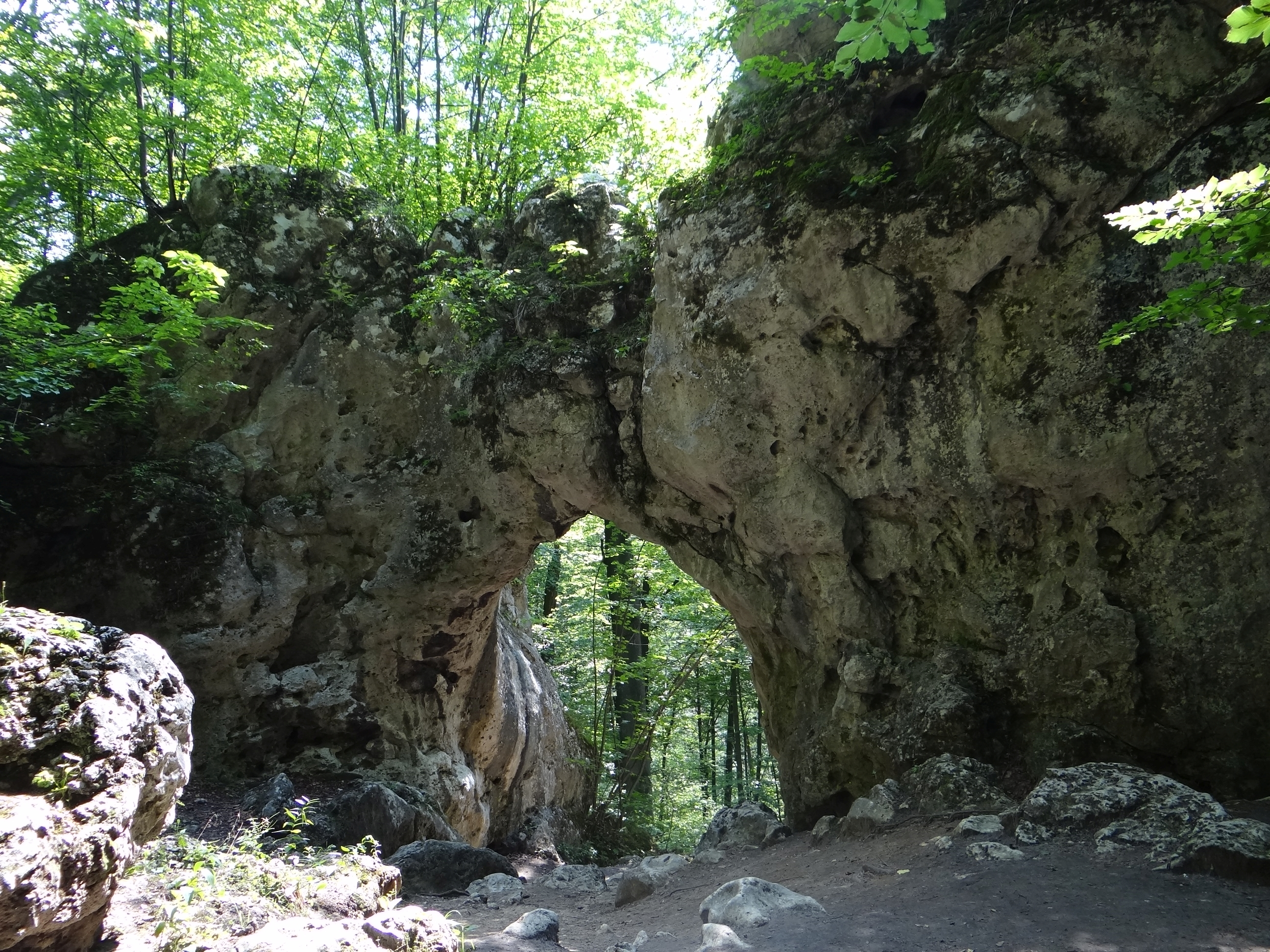

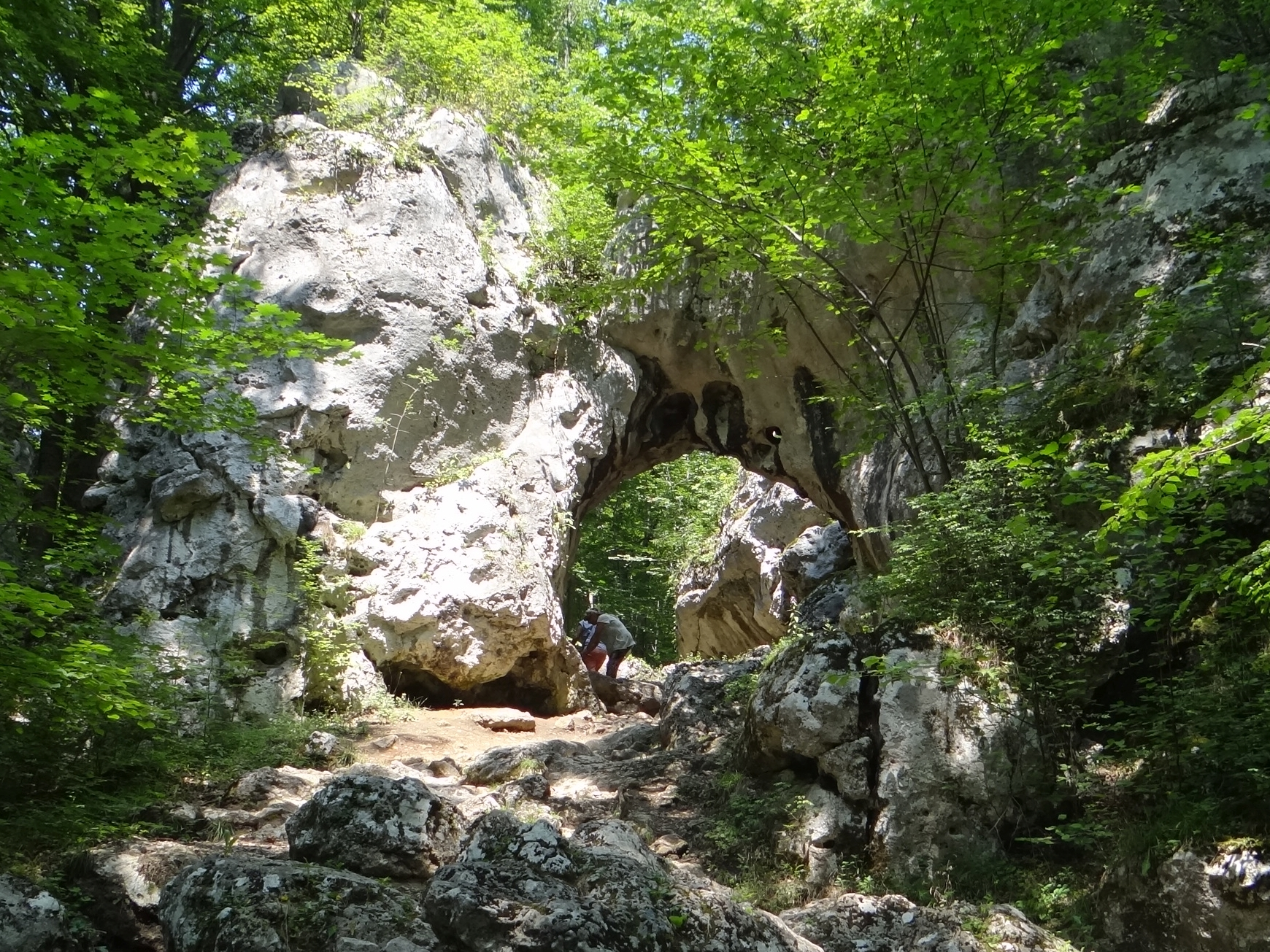

Brama Twardowskiego – skała w miejscowości Siedlec w gminie Janów w powiecie częstochowskim, w województwie śląskim. Znajduje się w lesie przy drodze łączącej Siedlec z drogą wojewódzką nr 793, w odległości około 600 m od skrzyżowania tych dróg i parkingu. Jest to zbudowany z wapienia most skalny. Nazwę nadał mu poeta Zygmunt Krasiński (1812–1859), który często tędy spacerował. Już za jego czasów wykonano dla turystów drewniane schodki ułatwiające zwiedzanie skały.
Skała leży w obrębie rezerwatu przyrody Parkowe. Pod względem geograficznym jest to obszar Równiny Janowskiej na Wyżynie Częstochowskiej w obrębie Parku Krajobrazowego Orlich Gniazd. W lesie w okolicy Bramy Twardowskiego znajduje się jeszcze kilka innych ostańców. W formacjach tych oraz w Bramie Twardowskiego znajduje się kilka schronisk jaskiniowych: Brama Twardowskiego, Schronisko przed Bramą Twardowskiego I i Schronisko za Bramą Twardowskiego II.
Budujący skałę wapień skalisty powstał w jurze na dnie morza ze szczątków organizmów morskich. W późnej jurze nastąpiło podniesienie i odsłonięcie płyty wapiennej, a w kredzie ponowna transgresja morska i tworzenie się w wapieniach jaskiń. W późnej kredzie doszło do ponownego wypiętrzenia płyty i odsłonięcia wapieni.
We wrześniu 1939 na terenach otaczających skałę toczyły się walki oddziałów polskiej armii z niemieckim najeźdźcą.
Brama Twardowskiego znajduje się w lesie, około 50 m od drogi (przy drodze jest niewielka zatoka, dzięki czemu łatwo zlokalizować tę atrakcję turystyczną). Obok skały prowadzi Szlak Walk 7 Dywizji Piechoty, znakowany na zielono.

## Legendy
Z Bramą Twardowskiego związana jest legenda o czarnoksiężniku Twardowskim. Na skale znajdują się odciski, które według tej legendy pozostawił diabelski kogut, startując z Twardowskim na Księżyc. Istnieje też przekaz mówiący o tym, że panna, która przejdzie przez otwór Bramy Twardowskiego, wkrótce będzie miała szansę wyjść za mąż.